# Junichi Watanabe
Junichi Watanabe (渡辺 淳一 Watanabe Junichi?), född 20 maj 1973 i Tokyo prefektur, är en japansk före detta fotbollsspelare.
Watanabe började sin karriär 1992 i Verdy Kawasaki. Med Verdy Kawasaki vann han japanska ligan 1993, 1994, japanska ligacupen 1992, 1993, 1994 och japanska cupen 1996. Efter Verdy Kawasaki spelade han för XV Novembro Jaú och Shonan Bellmare. Han avslutade karriären 2001.